# 鵲雀家
鵲雀家是一家設在臺中市國立公共資訊圖書館內的複合式下午茶餐廳，於2012年創立，以供應西式餐點為主。提供在圖書館之中有個休憩的空間，同時也是台灣少數位於圖書館內的餐廳。已經結束營業。

## 外部連結
- 鵲雀家(非官方粉絲頁)